# Betsy Beard
Elizabeth Ann (Betsy) Beard (Baltimore (Maryland), 16 september 1961) is een Amerikaans stuurvrouw bij het roeien.
Beard won met de Amerikaanse acht olympisch goud tijdens de Spelen van Los Angeles.
Tijdens de wereldkampioenschappen eindigde Beard met de acht tweemaal als vierde en eenmaal als tweede. Tijdens de Olympische Zomerspelen 1988 eindigde Beard als zesde en laatste in de finale in de acht.

## Resultaten

### Olympische Zomerspelen
| Jaar | Plaats      | Resultaten    |
| ---- | ----------- | ------------- |
| 1984 | Los Angeles | in de acht    |
| 1988 | Seoel       | 6e in de acht |

### Wereldkampioenschappen roeien
| Jaar | Plaats     | Resultaten    |
| ---- | ---------- | ------------- |
| 1985 | Hazewinkel | 4e in de acht |
| 1986 | Nottingham | 4e in de acht |
| 1987 | Kopenhagen | in de acht    |

1976: Goretzki & Knetsch & Richter & Ahrenholz & Kallies & Ebert & Lehmann & Müller & Wilke ·
1980: Boesler & Neisser & Köpke & Schütz & Kühn & Richter & Sandig & Metze & Wilke ·
1984: O'Steen & Metcalf & Bower & Graves & Flanagan & Norelius & Thorsness & Keeler & Beard ·
1988: Strauch & Zeidler & Haacker & Wild & Kluge & Schröer & Balthasar & Stange & Neunast ·
1992: Barnes & Taylor & Delehanty & Crawford & McBean & Worthington & Monroe & Heddle & Thompson ·
1996: Tănase & Cochelea & Gafencu & Spîrcu & Olteanu & Lipă & Popescu & Ignat & Georgescu ·
2000: Damian & Susanu & Olteanu & Cochelea & Dumitrache & Lipă & Gafencu & Ignat & Georgescu ·
2004: Florea & Susanu & Bărăscu & Papuc & Gafencu & Lipă & Damian & Ignat & Georgescu ·
2008: Cafaro & Cummins & Davies & Francia & Goodale & Lind & Logan & Shoop & Whipple ·
2012: Cafaro & Francia & Lofgren & Ritzel, Musnicki & Logan & Lind, Davies & Whipple ·
2016: Elmore & Gobbo & Logan & Musnicki, Polk & Regan & Schmetterling & Simmonds & Snyder ·
2020: Roman & Gruchalla-Wesierski & Roper & Proske & Grainger & Mailey & Payne & Wasteneys & Kit ·
2024: Rusu & Anghel & Bodnar & Lehaci & Adam & Bereș & Vrînceanu & Radiș & Petreanu